# Gajret

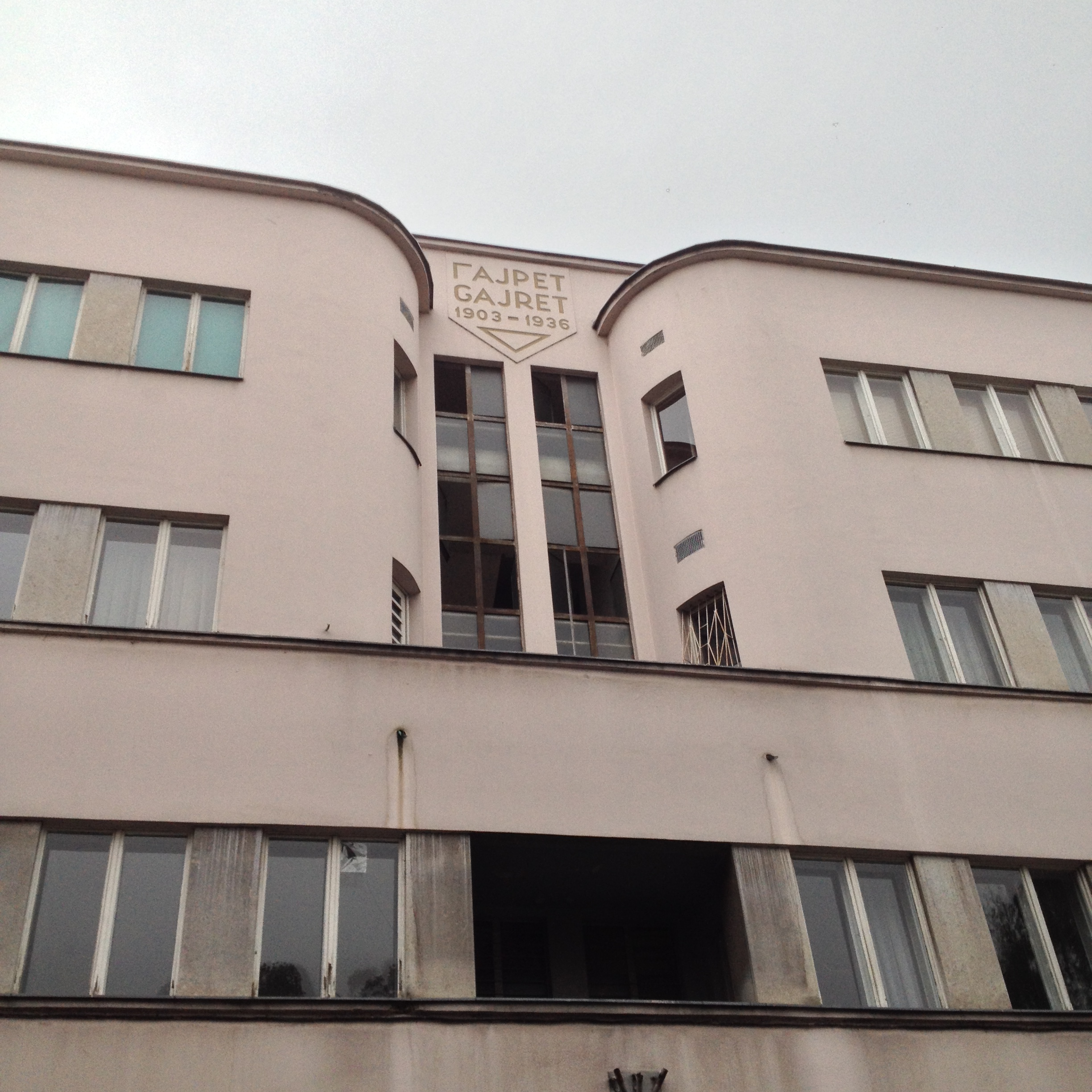
Sídlo Gajretu v Sarajevu, tzv. Gajretův dům.

Kulturně vzdělávací podpůrný spolek Gajret (bosensky Kulturno-prosvjetno potporno društo „Gajret“, v cyrilici Културно-просвјетно потпорно друшто „Гајрет“, přičemž gajret znamená úsilí) byl muslimský podpůrný a kulturní spolek v Bosně a Hercegovině. Založen byl v únoru 1903 na popud liberálněji smýšlejících muslimských intelektuálů, sdružených kolem kulturního časopisu Behar (Květ), konkrétně učitelů Edhema Mulabdiće, Safvet-bega Bašagiće, Saliha Aličehiće, Hajdara Fazlagiće a dalších s materiální podporou tešanjského obchodníka a mecenáše Adem-agy Mešiće, kteří se zasazovali o hmotnou pomoc muslimským žákům a studentům na středních a vysokých školách. V době královské diktatury v Jugoslávii, konkrétně mezi lety 1929 a 1941, se nazýval Srbsko-muslimský kulturně vzdělávací spolek Gajret (bosensky Srpsko-muslimansko kulturno-prosvjetno društvo „Gajret“, v cyrilici Српско-муслиманско културно-просвјетно друштво „Гајрет“.

## Historie
Spolek v polovině roku 1907 ovládla Muslimská národní organizace, politické hnutí konzervativních autonomistů v Rakousko-Uherskem okupované Bosně a Hercegovině, nicméně až do roku 1914 o vedení Gajretu soupeřilo několik znepřátelených frakcí – autonomisté, pokrokáři (Muslimská pokroková strana a pak Muslimská samostatná strana) a nakonec i protirežimní srbofilové (kolem listu Samouprava, v Sarajevu 1910–1912). Roku 1909, kdy se tajemníkem spolku stal výrazný srbofil Osman Đikić, v něm převládlo prosrbské křídlo, definitivně pak roku 1911 s novým předsedou Ibrahim-ef. Sarićem. To se ostře vymezovalo proti rakousko-uherské okupaci Bosny a Hercegoviny a inklinovalo k jihoslovanské vzájemnosti se srbskými konturami. Po atentátu na rakouského následníka trůnu roku 1914 bylo vedení spolku rozpuštěno a jeho činnost přešla pod správu Islámského společenství v Bosně a Hercegovině, resp. s ním propojený Vakufsko-meárifský sněm.
| Rok   | 1903 | 1904 | 1905 | 1906 | 1907 | 1908 | 1909 | 1910 | 1911 | 1913 |
| ----- | ---- | ---- | ---- | ---- | ---- | ---- | ---- | ---- | ---- | ---- |
| Členů | 1582 | 1613 | 1674 | 1216 | 4082 | 1445 | 1856 | 2089 | 900  | 757  |

Podpůrné sdružení obnovilo svou činnost po první světové válce roku 1919, ale stejně jako dříve bylo předmětem mnoha politických třenic. Někteří členové, nespokojení s provládním (prosrbským) vystupováním vedení organizace a převzetím patronátu nad sdružením ze strany krále Alexandra I., následně roku 1923 (formálně až 1924) založila konkurenční spolek Narodna uzdanica (Lidová opora) napojený na opoziční Jugoslávskou muslimskou organizaci, načež ve vedení Gajretu trvale převládlo prosrbské smýšlení.
Ve 20. letech Gajret významně rozšířil pole své působnosti. Od materiálně strádajícího Vakufsko-meárifského sněmu Islámského společenství v Bosně a Hercegovině převzal pět chlapeckých studentských internátů (v Sarajevu, Banja Luce, Mostaru, Tuzle a Bihaći, později přibyl ještě ženský v Sarajevu, společně se srbským spolkem Prosvjeta vedl i chlapecký v Trebinje a krátce i ve Foči, Gacku a Novém Pazaru) a sirotčinec (Muslimansko sirotiště, založen roku 1913 v Sarajevu). Vedle toho pořádat analfabetizační kurzy, korepetice, školy pro hospodyňky (v Sarajevu, Cazinu, Rogatici, Tuzle a Foči), čítárny a učiliště (škola na výrobu koberců v Novém Pazaru aj.). Nadto měl Gajret svá reprezentativní sídla a současně konvikty v Sarajevu (moderní budova otevřena roku 1936, dnes Preporod v ulici Branilaca Sarajeva 30) a Bělehradě (moderní budova otevřena roku 1932, dnes Studentski dom Vera Blagojević v ulici Dalmatinska 37). Bělehradská pobočka Gajretu, jen formálně spojená se sarajevským ústředím, vznikla roku 1923 na podnět zde usedlých muslimů Hasana Rebce a Abduselama Džumhura, kteří pro věc získali podporu srbských intelektuálních kruhů.
| Rok/konvikt | Sarajevo | Mostar | Banja Luka | Tuzla | Celkem |
| ----------- | -------- | ------ | ---------- | ----- | ------ |
| 1894/95     | 30       | -      | -          | -     | 30     |
| 1895/96     | 39       | -      | -          | -     | 39     |
| 1896/97     | 41       | -      | -          | -     | 41     |
| 1897/98     | 57       | 10     | -          | -     | 67     |
| 1898/99     | 59       | 18     | -          | -     | 77     |
| 1899/00     | 58       | 28     | 16         | -     | 102    |
| 1900/01     | 56       | 29     | 7          | -     | 92     |
| 1901/02     | 56       | 23     | 7          | -     | 86     |
| 1902/03     | 51       | 32     | 11         | -     | 94     |
| 1903/04     | 64       | 35     | 16         | -     | 115    |
| 1904/05     | 52       | 30     | 16         | 18    | 116    |

Gajret roku 1929 podpořil zavedení královské diktatury a z jeho řad vzešla celá řada horlivých exponentů nového režimu. V této době se spolek přejmenoval na Srbsko-muslimský kulturně-osvětový spolek Gajret (Srpsko-muslimansko kulturno-prosvjetno društvo Gajret), čímž stvrdil svou ideologickou orientaci. Koncem 30. let ale někteří jeho prominentní členové podpořili autonomii Bosny a Hercegoviny, která měla být dle Dohody Cvetković–Maček rozdělena mezi srbské a chorvatské země. Po německé invazi do Jugoslávie v dubnu 1941 byl spolek úředně rozpuštěn fašistickým Nezávislým státem Chorvatsko. Po rozpadu Království Jugoslávie se někteří členové organizace přidali ke komunistickým partyzánům (např. Muhamed Sudžuka, Zaim Šarac, Hasan Brkić, Hamdija Ćemerlić a Murat-beg Zaimović), a jiní zase k srbským nacionalistům, četnikům (Mustafa Pašić, Ismet Popovac aj.).
| Rok   | 1920/21 | 1921/22 | 1923/24 | 1924/25 | 1929/30 | 1930/31 | 1932/33 | 1933/34 | 1934/35 | 1936/37 | 1939/40 |
| ----- | ------- | ------- | ------- | ------- | ------- | ------- | ------- | ------- | ------- | ------- | ------- |
| Členů | 6 000   | 12 000  | 8 950   | 10 000  | 20 000  | 25 000  | 24 000  | 18 525  | 25 791  | 20 000  | 20 000  |

Po skončení konfliktu organizace již nebyla obnovena a společně se sdružením Narodna uzdanica vytvořila nový spolek Preporod (Obrození). Ten fungoval krátce mezi lety 1945 a 1949, načež byl úřady zrušen. Preporod obnovil svou činnost až roku 1990.
| Rok/internát                                                                  | Sarajevo (3) | Bihać | Mostar | Tuzla | Pljevlje | Banja Luka | Trebinje | Foča | Celkem             |
| ----------------------------------------------------------------------------- | ------------ | ----- | ------ | ----- | -------- | ---------- | -------- | ---- | ------------------ |
| 1928/29                                                                       | 231          | 62    | 45     | 46    | 23       | -          | -        | 28   | 435 + 21 nemuslimů |
| 1929/30                                                                       | 251          | 55    | 48     | 58    | 24       | 43         | -        | -    | 534 + 20 nemuslimů |
| 1930/31                                                                       | 282          | 49    | 55     | 48    | 35       | 55         | -        | -    | 524 + 20 nemuslimů |
| 1931/32                                                                       | 279          | 46    | 39     | 48    | 35       | 51         | 23       | -    | 521 + 26 nemuslimů |
| 1932/33                                                                       | 247          | 26    | 33     | 43    | 24       | 40         | 9        | -    | 364 + 10 nemuslimů |
| 1933/34                                                                       | 200          | 30    | 38     | 36    | 23       | 40         | 6        | -    | 373                |
| 1934/35                                                                       | 174          | 36    | 34     | 40    | 30       | 35         | 9        | -    | 358 + 5 nemuslimů  |
| 1935/36                                                                       | 176          | 32    | 37     | 51    | 30       | 32         | 12       | -    | 370 + 4 nemuslimů  |
| 1936/37                                                                       | 164          | 33    | 36     | 48    | 32       | 43         | 16       | -    | 369 + 6 nemuslimů  |
| 1937/38                                                                       | 158          | 30    | 37     | 52    | 24       | 47         | 16       | -    | 364 + 10 nemuslimů |
| 1938/39                                                                       | 144          | 20    | 39     | 40    | 22       | 41         | 23       | -    | 353 + 10 nemuslimů |
| 1939/40                                                                       | 134          | 27    | 38     | 38    | 25       | 43         | 22       | -    | 327 + 6 nemuslimů  |
| V Sarajevu působil mužský a ženský internát a řemeslnický dům (šegrtski dom). |              |       |        |       |          |            |          |      |                    |

## Časopis Gajret
Spolek v bosenskohercegovské metropoli vydával periodikum Gajret (1907–1914 a 1921–1922 a 1924–1941), které bylo na začátku první i druhé světové války úředně zakázáno. V obou případech na to mělo vliv prosrbské smýšlení členů jeho redakce i samotného vedení sdružení. Články byly tištěny v cyrilici i latince. Vedle toho vycházel i Kalendar „Gajret“ (Kalendář Gajret, 1906, 1907, 1915, 1937, 1938, 1939, 1940, 1941).

### Šéfredaktoři
- č. 1–4 1907/08 Edhem Mulabdić
- č. 5–12 1907/08 Mustaj-beg Halilbašić
- č. 1 1909–č. 3 1912 Osman Đikić
- č. 4 1912 Murat Sarić
- č. 5/6 1912–č. 5 1914 Avdo Sumbul
- č. 1 1921–č. 6 1922 Šukrija Kurtović
- č. 1–14 1924 Abdurezak Hivzi Bjelevac
- č. 15 1924–č. 20 1927 Hamid Kukić
- č. 21 1927–č. 3 1931 Hamza Humo
- č. 4 1931–č. 3 1941 Hamid Kukić

## Předsedové spolku
- 20. 2. 1903–5. 7. 1907 dr. Safvet-beg Bašagić (1870–1934)
- 5. 7. 1907–16. 7. 1909 Mahmut-beg Fadilpašić (1853–1912)
- 16. 7. 1909–6. 8. 1909 Hasan-ef. Hodžić (1873–1936), rezignoval pro nesouhlas se zvolením Osmana Đikiće za tajemníka
- 6. 8. 1909–1910 Mustaj-beg Halilbašić (1876–1930)
- 1910–1911 Hilmi-ef. Hatibović (1870–1944)
- 1911–1911 Sakib Korkut (1884–1929)
- 1911–1914 Ibrahim-ef. Sarić (1882–1939)
- 1914–1919 spolek přešel pod kontrolu Vakufsko-meárifského sněmu Islámského společenství v Bosně a Hercegovině
- 1919–1919 Mustaj-beg Halilbašić (1876–1930)
- 1919–1920 Hasan-ef. Hodžić (1873–1936)
- 1920–1923 Alija Kurtović (1880–1956)
- 1923–1927 dr. Avdo Hasanbegović (1888–1943)
- 1927–1928 Hajdar Čekro (1885–1940)
- 1929–1941 dr. Avdo Hasanbegović (1888–1943)

## Předsedové spolku Gajret „Osman Đikić“ v Bělehradě
- 1923–1925 Todor Stanković (1852–1925), srbský diplomat
- 1925–1928 Mara Trifković, manželka srbského politika, ministra a krátce i premiéra Marka N. Trifkoviće
- 1928–1941 generál Đurađ Josipović

## Předsedové spolku Preporod
- 1945–1946 dr. Zaim Šarac (1892–1965)
- 1946–1949 Derviš Tafro (1899–1981)